# هارولد تاکوشیان
هارولد تاکوشیان (ارمنی: Հարոլդ Թակոշյան؛ انگلیسی: Harold Takooshian؛ ) روان‌شناس، دانشور، ارمنی‌تبار اهل ایالات متحده آمریکا است و استاد در دانشگاه فوردهام می‌باشد. وی بیشتر به عنوان یک متخصص در پرونده قتل کیتی جنویز شناخته می‌شود، زیرا که سال‌های طولانی را صرف پژوهش‌ این موضوع و نقشی که اثر تماشاگر در آن ایفا نموده‌است.

## زندگی‌نامه
وی در در به دنیا آمد و در سال ۱۹۷۹ با مدرک پی‌اچ‌دی از دانشگاه شهری نیویورک فارغ‌التحصیل گشت.  در سال ۱۹۸۵ در فیلم آزمایشگر (فیلم) به کارگردانی پیتر سارسگارد در نقش استنلی میلگرام نقش آفرینی نمود.